# Prierosbrück
Prierosbrück ist ein Wohnplatz des Ortsteils Gräbendorf der Gemeinde Heidesee im Landkreis Dahme-Spreewald im Bundesland Brandenburg.

## Lage
Der Wohnplatz liegt im Süden der Gemarkung und dort westlich des Ortsteils Prieros; südlich grenzt der Huschtesee an den Wohnplatz an. Er ist über die Straße An der Dubrow, die in nördlicher Richtung auf dem Ort herausführt, mit der Bundesstraße 246 verbunden. An seiner Kreuzung liegt auch die nächstgelegene Haltestelle des ÖPNV mit einer Verbindung nach Bestensee und Königs Wusterhausen.

## Geschichte
Die Kolonie wurde 1717 erstmals als Prirosser Brücke urkundlich erwähnt. Es bestand zu dieser Zeit aus einem neu errichteten Vorwerk „gegen Priroß über, jetzo Prirosser Brücke“, das zu Gräbendorf gehörte. Dort gab es neben einigen Gärten auch einen Weinberg. 1801 waren ein Forsthaus, ein Krug sowie zwei Einlieger entstanden. In den fünf Feuerstellen (=Haushalte) lebten 27 Personen. Dem Gasthof stand ein vererbpachteter Brückenzoll als Einnahmequelle zu. Außerdem hatten die Bewohner das Recht, Holz in der Dubrow zu schlagen. Von dort erhielten sie jährlich 134 Meter geschlagenes Knüppelholz. Im Jahr 1817 war die Anzahl der Einwohner auf 32 Personen angewachsen. 1840 lebten 55 Personen; es gab nach wie vor ein Forsthaus sowie einen Krug und sechs Wohnhäuser. 1860 bestanden in der Kolonie vier Wohn- und zwei Wirtschaftsgebäude. Hinzu kam der Schutzbezirk mit dem Forsthaus Prierosbrück mit je einem Wohn- und Wirtschaftsgebäude. Dort lebte eine, in der Kolonie 47 Personen. Bis 1867 waren die Bewohner in Gräbendorf eingekircht und wurden seit dieser Zeit von Prieros aus seelsorgerisch betreut. Seit 1932 wird Prierosbrück als Wohnplatz von Gräbendorf geführt.
Im 21. Jahrhundert betreibt dort die AWO mit ihrem Regionalverband Brandenburg Süd eine Wohnstätte für Betreutes Wohnen.